# Стјердалхалсен
Стјердалхалсен (норв. Stjørdalshalsen) је град у Норвешкој. Град је у оквиру покрајине Средишње Норвешке, где је други по величини и значају град округа Северни Тренделаг. Стјердалхалсен је седиште општине Стјердал.

## Географија
Град Стјердалхалсен се налази у средишњем делу Норвешке. Од главног града Осла град је удаљен 525 km северно о од града.
Стјердалхалсен се налази у западном делу Скандинавског полуострва, у области Стјердален. Град се сместио на обали Трондхејмског фјорда, у пространој равници, која је настала при ушћу река Грејелве и Стјердалселве у море. Надморска висина града је од 0 до 50 м.

## Историја
Први трагови насељавања на месту данашњег Стјердалхалсена јављају се у доба праисторије. Насеље није имало већи значаја све до средине 20. века, када је почело расти са развојем приградског подручја Трондхејма (удаљеног 20 km). 1997. године Стјердалхалсен је добио градска права.
Током петогодишње окупације Норвешке (1940—45) од стране Трећег рајха Стјердалхалсен и његово становништво нису значајније страдали.

## Становништво
Данас Стјердалхалсен има око 11 хиљада у градским границама, односно око 22 хиљаде на подручју општине. Последњих година број становника у граду расте по годишњој стопи од 1,5%.

## Привреда
Привреда Стјердалхалсена се традиционално заснивала на поморству и пољопривреди. Последњих година значај пословања и индустрије је све већи.

## Збирка слика
- Предео Стјердала
- Пешачка улица у Стјердалхалсену
- Здање општине Стјердал